# Ectmesopus zayasi
Ectmesopus zayasi es una especie de insecto coleóptero de la familia Chrysomelidae.
Fue descrita científicamente en 1959 por Blake.